# Marx Engels Gesamtausgabe

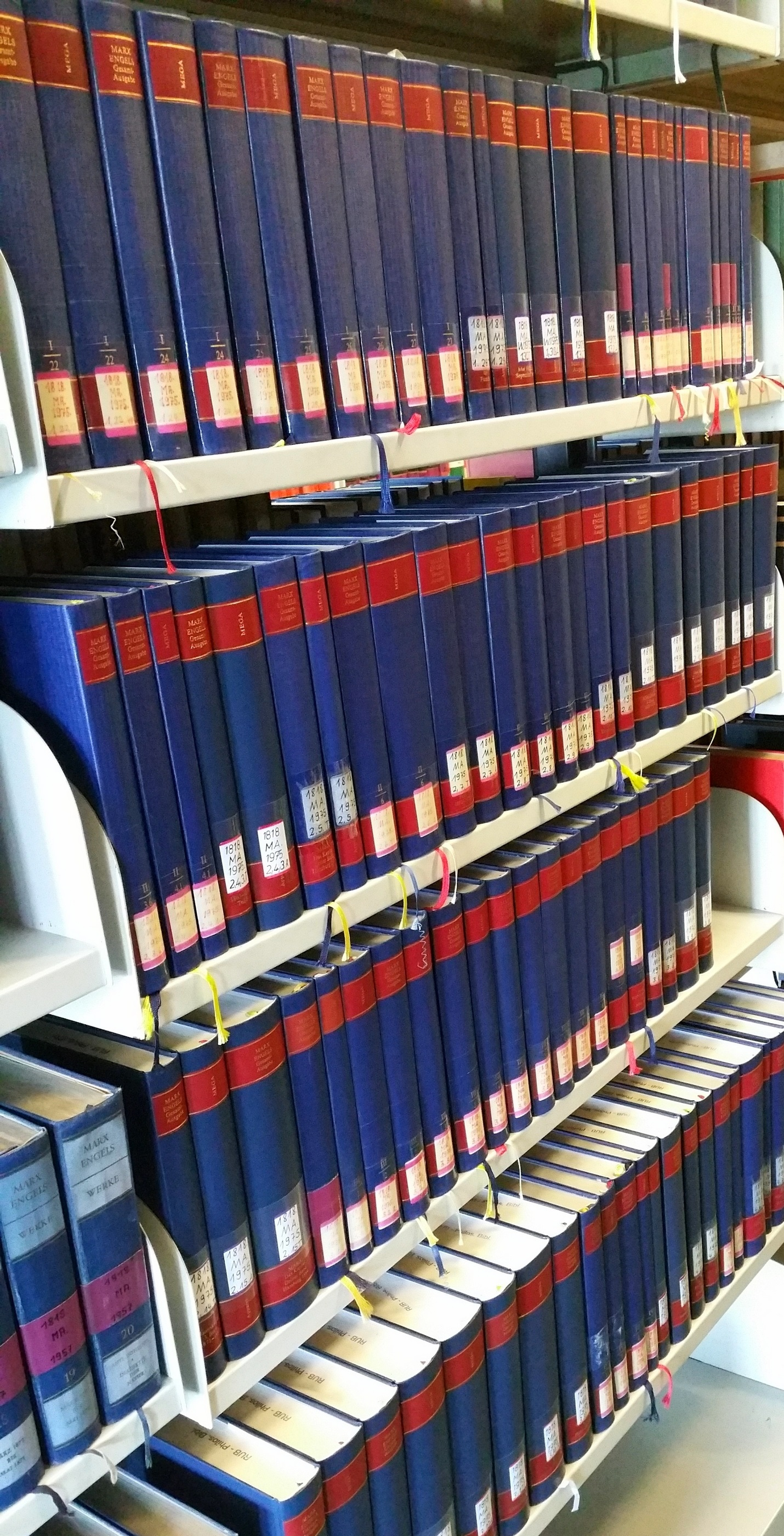
Kolekcja MEGA w bibliotece

Marx-Engels-Gesamtausgabe (MEGA) lub Dzieła wszystkie Karla Marxa i Friedricha Engelsa – największe i najbardziej autorytatywne wydanie wszystkich ich pism w jakimkolwiek języku.
MEGA to trwający projekt akademicki wydający wszystkie publikacje, manuskrypty, notatki i korespondencje Marxa i Engelsa w historyczno-krytycznej perspektywie. Wszystkie dzieła są wydawane w oryginalnym języku – głównie niemieckim, ale też francuskim i angielskim.

## Historia

### Dzieła Marxa i Engelsa za ich życia
Pierwszy pomysł wydania dzieł Marxa pojawił się już w roku 1850 gdzie Hermann Becker, członek Związku Komunistów planował wydać jego artykuły sprzed rewolucji 1848-1849. Marx udzielił zgody i w 1851 zostały zaplanowane dwa tomy po dwadzieścia pięć arkuszy każdy, jednak ukazał się tylko pierwszy zeszyt pierwszego tomu który nie trafił na rynek księgarski gdyż David Riazanov zweryfikował tylko dwa egzemplarze. Zawiera on „Uwagi dotyczące nowej pruskiej instrukcji o cenzurze” oraz krytykę debat szóstego Landtagu reńskiego nad wolnością prasy. Piętnaście lat później w 1867 Engels spodziewał się że wydawca Marxa: Meissner, wyda zbiór prac Marxa jednak wydał on ponownie tylko "Osiemnasty brumaire'a ". Kolejne próby nie dochodziły do skutku ze względu na represje socjalistów min. w 1877 przez socjaldemokrate Adolfa Hepnera.
W 1881 i w 1883 Karl Kautsky zaproponował Engelsowi wydanie wszystkich dzieł ich duetu jednak Engels się sprzeciwił wskazując na niemieckie prawodawstwo, gdyż prawa wydawnicze nie były w jego posiadaniu.

### Zapiski Marxa i Engelsa po ich śmierci
Kolejny pomysł wydania pism Marxa i Engelsa pojawił się w grudniu 1910 roku na spotkaniu Austro-Marksistów w którym uczestniczył David Riazanov który zrealizował swój pomysł w latach 20. XX w. w ZSRR.
Gdy Marx zmarł w 1881 przekazał swoje zapiski Engelsowi, a ten zostawił je w swojej woli w 1895 SPD, gdzie Eduard Bernstein i August Bebel funkcjonowali jako powiernicy. Zgodnie z wolą Engelsa część pism Marxa w szczególności listy zostały przekazane córkom Marxa – Eleanor Marx, a następnie Laurze Lafargue. Po jej śmierci większość pism została zebrana w archiwum SPD w Berlinie. Gdy Hitler doszedł do władzy w 1933 znaczna część została sprzedana holenderskiej firmie ubezpieczeniowej która z kolei oddała je Międzynarodowemu Instytutowi Historii Społecznej w Amsterdamie gdzie rezydują do dzisiaj.

### Pierwsza MEGA
Pierwsza MEGA lub MEGA¹ zainicjowana przez Instytut-Marksa-Lenina w Moskwie pod zarządem Riazanova miała obejmować 42 woluminy z których pięć zostało opublikowanych między 1927 a 1931 rokiem kiedy Riazanov został usunięty jako redaktor naczelny i zastąpiony przez Vladimira Adoratskiego który wydał kolejne siedem do roku 1941. Jednak zaostrzenie polityki Kominternu w 1928 spowodowało zerwanie stosunków z SPD, które w tamtym czasie posiadało większość pism Marxa i Engelsa. Ten kryzys połączony z powstaniem nazistowskich Niemiec przerwało próby wydania pierwszej MEGA.

### Druga MEGA
Prace nad drugą, kompletną edycją dzieł zebranych Marxa i Engelsa rozpoczęto w latach 70. w Berlinie i Moskwie jako MEGA². Po 1989 roku i upadku muru berlińskiego naukowcy, politycy i wydawcy z wielu krajów europejskich, Japonii i USA zdecydowanie opowiedzieli się za kontynuacją wydawania tej edycji. Prace kontynuują nad wydaniem ostatnich tomów z sekcji I, III i IV, również w formie elektronicznej (najnowsze tomy ukazały się w kwietniu 2025).

## Struktura i metodologia

### Podział
MEGA składa się z materiałów Marxa między 1835 do jego śmierci w 1881, jak i Engelsa od 1838 do jego śmierci w 1895, podzielonych na cztery części gdzie każda z nich zajmuje się etapem w rozwoju myśli intelektualnej Marxa i Engelsa:

#### I. Prace, artykuły, projekty
- Wszystkie prace filozoficzne, ekonomiczne, historyczne i polityczne, publikacje, artykuły i przemówienia Marxa i Engelsa w tym Ideologia niemiecka (tom I/5), Walki klasowe we Francji 1848-1850 (tom I/10), Osiemnasty brumaire'a Ludwika Bonaparte (tom I/11), Krytyka programu gotajskiego (tom I/25) i Anty-Dühring (tom I/27) są częścią tej sekcji. Ta sekcja będzie obejmować 32 tomy[8].

#### II. Kapitał i prace przygotowawcze
- Ta sekcja zawiera główne dzieło Marxa, Kapitał: krytyka ekonomii politycznej (ze wszystkimi trzema tomami) oraz wszystkie prace ekonomiczne i rękopisy z nim związane, począwszy od Grundrisse z 1857/58 (tom II/1). Ta sekcja jest jak dotąd jedyną ukończoną, została ukończona tomem II/4.3 w 2012 roku i obejmuje 15 tomów w 23 książkach[8].

#### III. Listy
- Pełna korespondencja Marxa i Engelsa, zarówno wymiana listów między sobą, jak i od Marxa i Engelsa do osób trzecich, których listy do obu autorów są również w całości wydrukowane w wydaniu. Sekcja będzie obejmować 35 tomów[8].

#### IV. Fragmenty, Notatki, Marginalia
- Wcześniej w dużej mierze niepublikowane fragmenty, notatki i marginalia Marxa i Engelsa. Sekcja będzie obejmować 32 tomy[8].

### Zasady wydawania tekstów
- Kompletność – prezentuje w całości spuściznę literacką Marxa i Engelsa – na tyle, na ile została przekazana i jest dostępna dla naukowców. Analizy autorstwa pozwoliły również na potwierdzenie lub zaprzeczenie autorstwa Marxa lub Engelsa w wielu tekstach, a tym samym na dokładniejsze zdefiniowanie pojęcia dzieła[9].

- Wierność oryginałowi – MEGA wszystkie teksty są reprodukowane w języku oryginału. Stanowi to podstawę do badań nad słownictwem, terminologią i wyjaśniania zagadnień historyczno-genetycznych terminologii[9].

- Prezentacja rozwoju tekstu- MEGA dokumentuje rozwój dzieła w sposób kompletny i przejrzysty, od pierwszego szkicu koncepcyjnego do wersji ostatecznej, przy pomocy nowoczesnych metod redakcyjnych[9].

- Szczegółowy komentarz – Każdy tom jest publikowany z komentarzem i osobnym tomem który pokazuje każdą zmianę w originale[9].

## Edycja „Dzieła”
W języku polskim, wydano większą część dzieł Marxa i Engelsa została w edycji „Dzieła” w 39 tomach nakładem wydawnictwa Książka i Wiedza.
| Tom      | Nazwa     | Zawiera | Marx(M), Engels(E) Obaj (M/E) | Rok wydania |
| -------- | --------- | --- | ----------------------------- | ----------- |
| 1        | 1839-1844 | M. in. Przyczynek do krytyki heglowskiej filozofii prawa Obrady szóstego Landtagu reńskiego W kwestii żydowskiej Rękopisy ekonomiczno filozoficzne Położenie klasy robotniczej w Anglii Zarys krytyki ekonomii politycznej (E) | M/E                           | 1962        |
| 2        |           | M.in. Święta rodzina Położenie klasy robotniczej w Anglii Socjalizm na kontynencie | M/E                           | 1962        |
| 3        |           | Tezy o Feuerbachu Ideologia niemiecka | M M/E                         | 1975        |
| 4        |           | Dzieła: maj 1846 – marzec 1848 |                               | 1962        |
| 5        |           | Dzieła: marzec – listopad 1848 |                               | 1962        |
| 6        |           | Dzieła: listopad 1848 – lipiec 1849 |                               | 1963        |
| 7        |           | Dzieła sierpień 1849 – czerwiec 1851 |                               | 1963        |
| 8        |           | Dzieła: sierpień 1851 – marzec 1853 |                               | 1964        |
| 9        |           | Dzieła: marzec – grudzień 1853 |                               | 1965        |
| 10       |           | Dzieła: styczeń 1854 – styczeń 1855 |                               | 1965        |
| 11       |           | Dzieła: styczeń 1855 – kwiecień 1856 |                               | 1966        |
| 12       |           | Dzieła: kwiecień 1856 – styczeń 1859 |                               | 1967        |
| 13       |           | Dzieła styczeń 1859 – luty 1860 |                               | 1966        |
| 14 cz. 1 |           | Dzieła: Lipiec 1857 – listopad 1860 |                               | 1967        |
| 14 cz. 2 |           | Pan Vogt |                               | 1966        |
| 15       |           | Dzieła: luty 1860 – lipiec 1864 |                               | 1970        |
| 16       |           | Dzieła: wrzesień 1864 – lipiec 1870 |                               | 1968        |
| 17       |           | Dzieła: lipiec 1870 – luty 1872 |                               | 1968        |
| 18       |           | Dzieła: marzec 1872 – maj 1875. |                               | 1969        |
| 19       |           | Dzieła naukowe i publicystyczne marzec 1875 – maj 1883. | M/E                           | 1972        |
| 20       |           | Anty-Düring Dialektyka przyrody | E                             | 1972        |
| 21       |           | Dzieła: Maj 1883 – grudzień 1889 |                               | 1969        |
| 22       |           | Dzieła: Styczeń 1890 – sierpień 1895 |                               | 1971        |
| 23       | Kapitał   | Kapitał: krytyka ekonomii politycznej tom I | M                             | 1968        |
| 24       | Kapitał   | Kapitał: krytyka ekonomii politycznej tom II | M                             | 1977        |
| 25       | Kapitał   | Kapitał: krytyka ekonomii politycznej tom III | M                             | 1984        |
| 26       | Kapitał   | Teorie wartości dodatkowej. „IV tom Kapitału” | M                             | 1979        |
| 27       | Listy     | Listy: luty 1842 – grudzień 1851 |                               | 1968        |
| 28       | Listy     | Dzieła epistolarne 1852-1855 |                               | 1970        |
| 29       | Listy     | |                               | 1972        |
| 30       | Listy     | Listy: styczeń 1860 – wrzesień 1864 |                               | 1974        |
| 31       | Listy     | Listy: październik 1864 – grudzień 1867 |                               | 1975        |
| 32       | Listy     | Listy: styczeń 1868 – połowa lipca 1870 |                               | 1973        |
| 33       | Listy     | Listy: lipiec 1870 – grudzień 1874 |                               | 1973        |
| 34       | Listy     | Listy: styczeń 1875 – grudzień 1880 |                               | 1976        |
| 35       | Listy     | Listy: styczeń 1881 – marzec 1883 | E                             | 1977        |
| 36       | Listy     | Listy: kwiecień 1883 – grudzień 1887 | E                             | 1976        |
| 37       | Listy     | Listy: styczeń 1888 – grudzień 1890 | E                             | 1977        |
| 38       | Listy     | Listy: styczeń 1891 – grudzień 1892 | E                             | 1976        |
| 39       | Listy     | Listy: styczeń 1893 – lipiec 1895 | E                             | 1979        |